# Лиман (озеро, Генический район)
Лиман (укр. Лиман) — пересыхающее озеро, расположенное на территории Генического района. Площадь водного зеркала — 3,2 км². Тип общей минерализации — солёное. Происхождение — лиманное. Группа гидрологического режима — бессточное.

## География
Входит в Геническую (Чонгаро-Арабатскую) группу озёр. Длина — 2,1 км. Ширина средняя — 1 км, наибольшая — 2,3 км.
Озеро имеет продолговатую округлую вытянутую с севера на юг форму, к югу немного сужаясь. Расположено на Присивашской низменности и отделено от Утлюкского лимана Азовского моря постоянной пересыпью (шириной 150—250 м). В месте впадения крупных балок раздваивается: на северо-востоке (в направлении села Стокопани) и северо-западе (в направлении села Азовское). На безымянной (северо-восточной) балке сооружена плотина, данная балка длиной 10,4 км и площадь бассейна 70,8 км². Западная береговые линия обрывистая, без берегов, высотой 6 м; берега преимущественно пологие. К озеру примыкают солончаки.
Западнее расположено село Азовское, северо-восточнее — село Стокопани.
Питание смешанное: фильтрационные морские воды, подземные воды у береговых обрывов и донные источники, а также пресные воды из самоизливающихся артезианских скважин. В растворённых солях преобладает поваренная соль, которая обычно садится в конце лета. Донные отложения — серые плотные илы. Интенсивно зарастают высшей водной растительностью, где поступают воды из артезианских скважин, водоросли развиты у выходов подземных вод. При максимальном стоке балок во время весенних паводков и летне-осенних ливней озеро сообщается с безымянным (на юго-западе у пересыпи) водоёмом и образовывает промоину в пересыпи, сообщаясь с Утлюкским лиманом Азовского моря.